# ميف جيلكرايست
ميف جيلكريست هي عازفة هارب ومؤلفة موسيقية اسكتلندية تعيش حاليًا في مدينة نيويورك.  وهي معروفة بالجمع بين الموسيقى الشعبية التقليدية وموسيقى الجاز والارتجال والتجريب.
في عام 2019، وصفتها صحيفة ذا أيريش تايمز بأنها "مثال لجيل جديد من عازفي الهارب المغامرين، حيث تجاوزت حدود الآلة التي اختارتها بحيث تبدو قديمة ومعاصرة تمامًا."  قالت جيلكريست بنفسها: "يصاحب الهارب الكثير من الصور النمطية، وأريد أن أقلبها رأسًا على عقب." . 

## روابط خارجية
- الموقع الرسمي لميف جيلكريست